# Le amiche della sposa
Le amiche della sposa (Bridesmaids) è un film del 2011 diretto da Paul Feig.

## Trama
Annie è single, vicina ai quarant'anni, e vive a Milwaukee. La sua vita è un disastro: la sua pasticceria è fallita a causa della recessione economica, ha perso tutti i suoi risparmi, ha un lavoro per cui non è portata in una gioielleria, condivide un appartamento con gli strani fratelli immigrati britannici Gil e Brynn, è stata lasciata dal suo fidanzato (intrecciando in seguito una relazione occasionale con il ricco ed egocentrico Ted, che la tratta come un oggetto) e sua madre continua ad insistere per farla tornare a casa. Ma Annie spera in qualcosa di più; solo l'amicizia di lunga data con la sua amica Lillian sembra essere l'unica nota positiva nella sua caotica vita.
Lillian si fidanza con un ricco banchiere di Chicago di nome Doug e chiede a Annie di essere la sua damigella d'onore e organizzarle il matrimonio. Alla festa di fidanzamento, Annie incontra le altre damigelle: Rita, la cinica cugina di Lillian, l'amica idealista Becca, la volgare ma simpatica futura cognata Megan e Helen, la moglie ricca e snob del capo di Doug. Tra Annie e Helen nasce un'immediata gelosia, contendendosi entrambe il ruolo di migliore amica di Lilian.
Annie porta tutti a mangiare in una churrascaria prima di visitare un negozio di abiti da sposa di lusso, dove Helen usa la sua influenza per ottenere l'ingresso poiché Annie non è riuscita a effettuare una prenotazione. Durante la prova degli abiti, tutte le donne (tranne Helen, che aveva scelto di non mangiare) vengono colpite da un'intossicazione alimentare e iniziano a vomitare e avere una diarrea incontrollabile, con Lillian che ha una crisi in mezzo alla strada mentre indossa il suo abito da sposa.
In seguito il suggerimento di Annie per una festa di addio al nubilato alla casa sul lago dei genitori di Lillian viene ignorato a favore di un viaggio a Las Vegas pianificato da Helen; non potendosi permettere un biglietto di prima classe ed essendo troppo orgogliosa per acconsentire ad Helen di pagare, Annie prenota un biglietto in classe economica. Nel tentativo di calmare la sua paura di volare, Annie accetta un sedativo e un liquore da Helen, ma inizia ad avere allucinazioni, soffrendo un esaurimento nervoso che finisce con il suo arresto da parte di un air marshal, costringendo l'aereo ad effettuare un atterraggio di emergenza e annullando il viaggio. Il gruppo in seguito prende un autobus per tornare a casa e sebbene Annie cerchi di scusarsi con Lillian, quest'ultima decide che è meglio che sia Helen ad occuparsi della pianificazione dell'addio al nubilato e del matrimonio.
Nel frattempo, Annie conosce Nathan Rhodes, un ufficiale di polizia irlandese-americano che l'ha lasciata andare senza multa per le luci rotte dei freni della sua macchina. Nathan, che era un cliente abituale della panetteria di Annie, la incoraggia ripetutamente ad aprire un nuovo locale, sebbene lei sia contraria all'idea. Dopo una notte romantica insieme, Nathan la sorprende con ingredienti per preparare dei dolci, ma Annie va nel panico e se ne va senza dire nulla.
In seguito Annie viene licenziata dalla gioielleria per aver insultato una cliente adolescente ed è poi cacciata dai suoi coinquilini, ed è costretta a trasferirsi con sua madre. Quindi si reca a casa di Helen a Chicago per l'addio al nubilato a tema parigino, una sua idea che Helen aveva precedentemente rifiutato. Dopo che Helen ha messo in ombra il suo dono di nozze regalando a Lillian un viaggio a Parigi, Annie va su tutte le furie e distrugge l'arredamento esterno. Arrabbiata per il fatto che Annie abbia rovinato ogni evento del suo matrimonio, Lillian la caccia dalla festa nuziale e pone fine alla loro amicizia.
Mentre torna a casa, i fanali posteriori ancora rotti della sua macchina provocano un incidente d'auto; con grande dispiacere di Annie è proprio Nathan l'ufficiale che arriva, il quale la rimprovera per non aver fatto riparare le luci posteriori e per non essersi presa la responsabilità della sua vita. Ted giunge poco dopo per dare un passaggio ad Annie, provocando il disgusto di Nathan; ma quando lui le chiede di fare sesso orale mentre guida, lei scende dall'auto e torna a casa da sola, lasciando Ted definitivamente.
Annie cade in depressione e diventa chiusa in sé stessa, ma una visita di Megan la motiva a prendere in mano il controllo della sua vita; Annie riprende a cucinare, si fa riparare la macchina e cerca di fare ammenda con Nathan, che la ignora. Il giorno del matrimonio, Helen si presenta inaspettatamente a casa di Annie chiedendo aiuto per ritrovare Lillian, che è scomparsa; la donna si scusa con Annie, rivelando in lacrime che sebbene tutti la cerchino per la sua abilità di pianificare eventi, lei non ha veri amici e si sente sola nella sua vita. Le due donne quindi, con un aiuto a malincuore da parte di Nathan, trovano Lillian nascosta nel suo appartamento, sopraffatta dalla pianificazione del matrimonio di Helen e dalla paura di lasciare la sua vita a Milwaukee. Annie a quel punto si riconcilia con Lillian e riprende il suo ruolo di damigella d'onore.
Dopo il matrimonio, Annie ed Helen diventano finalmente amiche e la prima si riconcilia anche con Nathan, che arriva a sorpresa a prenderla dopo il matrimonio. Annie e Nathan si baciano e si allontanano sull'auto della polizia.

## Distribuzione
Il film è uscito nelle sale cinematografiche statunitensi il 13 maggio 2011, mentre in Italia è stato presentato in anteprima il 13 agosto 2011 ed è stato distribuito a partire dal 19 agosto 2011.

## Accoglienza
Il film è stato un grande successo al botteghino incassando 169 milioni di dollari negli USA e 136 nel resto del mondo per un totale di 306 milioni.
Anche l'accoglienza della critica è stata molto positiva. Su Metacritic lo score è di 75/100.

## Riconoscimenti
- 2012 - Premio Oscar
  - Candidatura alla Migliore attrice non protagonista a Melissa McCarthy
  - Candidatura alla Migliore sceneggiatura originale ad Annie Mumolo e Kristen Wiig
- 2012 - Golden Globe
  - Candidatura al Miglior film commedia o musicale
  - Candidatura alla Migliore attrice in un film commedia o musicale a Kristen Wiig
- 2012 - Premio BAFTA
  - Candidatura alla Migliore attrice non protagonista a Melissa McCarthy
  - Candidatura alla Migliore sceneggiatura originale ad Annie Mumolo e Kristen Wiig
- 2012 - Screen Actors Guild Award
  - Candidatura alla Migliore attrice non protagonista cinematografica a Melissa McCarthy
  - Candidatura al Miglior cast cinematografico
- 2012 - Critics' Choice Movie Awards
  - Candidatura alla Migliore attrice non protagonista a Melissa McCarthy
  - Candidatura al Miglior cast
- 2012 - MTV Movie Awards
  - Miglior performance comica a Melissa McCarthy